# Oroniscus meledensis
Oroniscus meledensis là một loài chân đều trong họ Oniscidae. Loài này được Strouhal miêu tả khoa học năm 1937.